# ADN escombraries
En la genètica molecular, l'ADN escombraries és la part de la seqüència d'un genoma per a la qual no s'ha identificat cap funció. Un 97 per cent del genoma humà, incloent-hi els introns i la majoria de seqüències intergèniques, ha estat designat com a «escombraries».
Mentre que una part important d'aquestes seqüències sense funció coneguda és possible que siguin artefactes evolutius que actualment no tenen cap finalitat, es pensa que n'hi ha que tenen una funció actualment no entesa. Tanmateix, la conservació genètica de seqüències d'ADN escombraries al llarg del temps podria indicar funcions essencials ara per ara desconegudes. Hi ha investigadors que consideren incorrecta l'etiqueta d'«escombraries» i d'altres argumenten que les escombraries poden ser emmagatzemades per a possibles nous usos. Per tot plegat, actualment es prefereix el terme «matèria fosca del genoma».
La genòmica funcional ha desenvolupat tècniques amplament acceptades per caracteritzar els gens codificadors de proteïnes, gens d'ARN i les regions reguladores. Tanmateix, en el genoma de la majoria de plantes i animals, només constitueixen conjuntament un petit percentatge d'ADN genòmic (menys d'un 2 per cent en l'espècie humana). La funció de tota la resta, si és que la té, roman sota investigació. La majoria pot ser identificat com a ADN repetitiu sense cap funció biològica per al seu hoste (tot i ser molt útils per als genetistes en els tests d'ADN i la filogènia. Així doncs, una quantitat important de la seqüència roman sense cap altra classificació que la d'escombraries.
La mida del genoma i per extensió la quantitat d'ADN escombraries sembla no tenir poca relació amb la complexitat de l'organisme: el genoma de l'ameba unicel·lular Amoeba dubia és coneguda per tenir més de 200 vegades la quantitat d'ADN que les cèl·lules humanes.
El genoma del peix globus Takifugu rubripes és només una desena part del dels humans, encara que sembla tenir un nombre comparable de gens. La gran diferència entre els dos genomes sembla que és deguda a l'ADN escombraries. Això és conegut com a l'enigma del valor C o, més convencionalment, la paradoxa del valor C.

## Hipòtesi de l'origen i la funció
Hi ha diverses teories, cap de les quals ha estat conclusivament establerta, que expliquen perquè l'ADN escombraries s'escampa i persisteix en el genoma:
- Aquestes regions cromosòmiques podrien estar compostes per restes actualment no funcionals d'antics virus conegudes com a pseudogens, que en el passat havien estat còpies de gens però que han perdut la seva capacitat de codificar proteïnes (i, presumiblement la seva funció biològica). Després de perdre la funcionalitat,S els presudogens perden la pressió evolutiva de la selecció natural i poden adquirir molt de soroll genètic en forma de mutacions aleatòries.
- s'ha calculat que prop d'un 8 per cent de l'ADN humà està format per retrotransposons de retrovirus endògens humans (HERVs),[4] tot i que un 25 per cent es pot reconèixer que està format per retrotransposons.[5] Aquest és el límit inferior del genoma que pot estar fet per retrotranposons, ja que els més antics poden haver acumulat massa mutacions com esdevenir recognoscibles. Hi ha investigacions que suggereixen que les diferències de dimensions entre genomes de plantes són degudes sobretot als retrotransposons.[6]
- L'ADN escombraries pot actuar com un tampó protector contra el dany provocat per les mutacions. Una proporció elevada de seqüència no funcional dificulta les probabilitats de què un tros funcional de seqüència pugui ser destruït en una recombinació cromosòmica, fent les espècies més tolerants a aquesta mena de canvis.[cal citació]
- L'ADN escombraries podria ser un reservori de seqüències del que podrien emergir nous gens potencialment avantatjosos. En aquest sentit podria ser una important base genètica per a l'evolució.[7]
- Hi ha especulacions de Nova Era i el Disseny Intel·ligent que indiquen que tota la seqüència té un propòsit o altre pel que ha estat especialment dissenyada.[cal citació]
- Alguna part de l'ADN escombraries podria simplement ser material espaiador que permeti als complexos enzimàtics interaccionar més fàcilment amb l'ADN. Podria tenir una funció important malgrat que la seva seqüència d'informació sigui irrellevant.[cal citació]
- Algunes parts de l'ADN escombraries podrien tenir funcions desconegudes de regulació i control de l'expressió de certs gens, el que podria implicar el desenvolupament d'un embrió,[8] o el desenvolupament de certs orgànuls.[9]
- Hi ha científics que afirmen que l'ADN escombraries podria contenir molts sistemes reguladors, com ara l'ARN no codificant, amb tanta importància metabòlica com els gens que codifiquen proteïnes.[10] Però és desconegut quin percentatge d'aquest 98 per cent de material genètic es troba implicat en aquest tipus d'activitat.[cal citació]
- L'ADN escombraries podria no tenir cap funció. En un experiment es va extreure un 1 per cent del genoma d'un ratolí sense poder detectar cap efecte en el fenotip.[11] Aquest resultat suggereix que aquest ADN és, de fet, no funcional. Tanmateix el resultat també podria ser degut al fet que en un experiment no és possible detectar totes les variacions produïdes en un metabolisme.[cal citació]

## Conservació evolutiva de l'ADN escombraries
La genòmica comparativa és una valuosa eina per estudiar la funció de l'ADN escombraries. Teòricament, les seqüències que tenen alguna funció muten a una taxa més lenta que les que no en tenen. La raó és que la selecció natural corregeix les mutacions en zones funcionals mentre que no és capaç d'exercir pressió en les no funcionals. Així per exemple, la proteïna humana ortòloga a la d'un ratolí acostuma a ser idèntica en un 80 per cent, mentre que els seus genomes seran en general molt més divergents. L'anàlisi dels patrons de conservació entre els genomes de diferents espècies permet deduir quines seqüències són funcionals o, com a mínim, quines seqüències funcionals estan compartides entre diferents espècies.
Estudis comparatius amb diversos genomes de mamífers suggereixen que aproximadament un 5 per cent del genoma humà podria haver estat sotmesa a una selecció purificadora des de la divergència dels mamífers. Tenint en compte que la seqüència funcional del genoma humà està per sota del 2 per cent, semblaria que hi ha més ADN escombraries amb una funció que seqüència funcional amb coneixement de la seva funció.
Una troballa sorprenent va ser el descobriment d'unes 500 regions «ultraconservades», que es troba en una elevada fidelitat entre els genomes disponibles de vertebrats en seqüències que s'havien designat prèviament com a ADN escombraries. La funció d'aquestes seqüències es troba actualment sota un intens escrutini i ja hi ha resultats preliminars que suggereixen que podria tenir algun paper regulador en el desenvolupament dels embrions en individus adults.
Els resultats presents sobre l'ADN escombraries conservat estan expressats en termes d'alta probabilitat, ja que tot just es disposa d'un grapat de genomes amb els quals es pot comparar l'humà. Així que se seqüenciïn més genomes, especialment de mamífers els científics seran capaços de traçar un esquema més precís sobre la funció d'aquestes seqüències. Tanmateix, sempre és possible que hi hagi quantitats significatives d'ADN humà funcional no compartida amb aquestes altres espècies i que, per tant, podria no ser revelat en aquests estudis.
Afirmar que la presència d'elevades proporcions d'ADN escombraries no funcional desafia la lògica evolutiva és una conclusió errònia. La replicació de tot aquest ADN innecessari cada cop que es divideix una cèl·lula malgastaria la preuada energia. Els organismes amb menys ADN funcional gaudirien d'un avantatge selectiu i, a una escala de temps evolutiva, l'ADN no funcional hauria de tendir a eliminar-se. Això és correcte, però fins i tot si s'assumeix que l'ADN escombraries és del tot no funcional, hi ha diverses hipòtesis que expliquen per què no han estat eliminades per l'evolució: a) podria ser que l'energia requerida per replicar les grans quantitats d'ADN no funcional sigui de fet realment insignificant a l'escala cel·lular o de l'organisme, de manera que no hi hauria una pressió selectiva significativa i només en els bacteris podria ser prou forta; b) l'ADN escombraries podria ser un reservori extra d'ADN de seqüències potencialment útils i c) les insercions dels retrotransposons de seqüències no funcionals podrien generar-se més de pressa del que és capaç d'eliminar l'evolució i s'anirien acumulant al llarg de generacions. Totes aquestes són hipòtesis difícils d'investigar rigorosament a causa de les escales temporals a les que ocorren.

## Funcions de l'ADN escombraries
- Un estudi de la Universitat de Michigan del 2002 va mostrar segments de l'ADN escombraries anomenat elements LINE-1, que s'havien vist només com a restes d'un distant passat evolutiu i que podrien ser capaces de reparar seqüències trencades d'ADN.[16]

- Un estudi del 2003 de la Universitat de Tel-Aviv va trobar funcionalitat crucials de les seqüències en l'ADN humà[17]

- Un estudi de Cell Press del 2004 suggereix que més d'un terç dels genomes humà i de ratolí que prèviament s'havia pensat que eren no funcionals poden tenir el seu paper en la regulació de l'expressió genètica i la promoció de la diversitat genètica.[18]

- En un article de BioEd Online es detalla que sembla crucial tot i no haver-se descobert encara cap funció.[19]

- Un estudi de l'Institut Nacional de la Salut del 2005 va trobar que els comportaments socials dels rosegadors (i possiblement humans)[20] estaven afectats per codi genètic que s'havia prèviament pres com a escombraries.[21]

- Un estudi del 2005 de la Universitat de Califòrnia-San Diego suggereix que l'ADN escombraries és molt important per a la supervivència evolutiva dels organismes."[22]

- Troballes de la Universitat de Purdue del 2005 varen establir que diverses seqüències que prèviament s'havia cregut que no tenien cap funció poden tenir un paper en els comportaments especialitzats de les cèl·lules.[23]

- Un estudi del 2006 de l'Institut de Genètica Mèdica McKusick-Nathans (Johns Hopkins) va publicar que "L'ADN escombraries podria no ser escombraries, al cap de vall."[24]

- Investigadors de la Societat per a la Biologia Experimental de la Universitat d'Illinois varen trobar una proteïna anticongelant aparentment evolucionada a partir d'ADN escombraries.[25]

- Una anàlisi matemàtica del codi genètic realitzat per IBM va suggerir que l'ARN escombraries podria tenir un paper important.[26]

- El 2006, investigadors de la Universitat d'Iowa varen documentar segments d'ARN (anteriorment considerats escombraries) que regulaven la producció de proteïnes, i podrien regular microARN.[27]